# Leptocentrus bolivari
Leptocentrus bolivari är en insektsart som beskrevs av Peláez 1935. Leptocentrus bolivari ingår i släktet Leptocentrus och familjen hornstritar. Inga underarter finns listade i Catalogue of Life.